# Maurizio Mattioli (editore)
Maurizio Mattioli (Milano, 24 dicembre 1925 – Milano, 17 febbraio 2020) è stato un editore italiano.

## Biografia
Figlio di Raffaele e di Lucia Monti, fratello di Letizia, subentrò nel 1973, alla morte di Riccardo Ricciardi, alla presidenza della omonima casa editrice. Lo stesso anno subentrò, alla morte del padre, alla presidenza dell'Istituto italiano per gli studi storici, carica che tenne fino al 1986. Fu anche membro del Consiglio d'amministrazione della Giulio Einaudi Editore, carica che abbandonò polemicamente nel 2003 in seguito alla pubblicazione di un libro sul padre.